# Irena (cesarzowa bizantyńska)
Irena, Irene Sarantapechaina, gr. Ειρήνη Σαρανταπήχαινα, Irena z Aten, gr. Ειρήνη η Αθηναία) (ur. ok. 752 w Atenach, zm. 9 sierpnia 803 na Lesbos) – cesarzowa bizantyńska (797–802), żona Leona IV. Od 780 Irena była regentką przy małoletnim synu Konstantynie VI. W 787, podczas II soboru nicejskiego, przywróciła kult obrazów. Gdy pełnoletni syn objął tron, doszło do trwałego konfliktu o władzę między synem i matką. Ostatecznie cesarzowa doprowadziła do oślepienia go i osadzenia w więzieniu, gdzie zmarł. Irena miała pod koniec swego życia pokutować za swój czyn. Ze względu na rolę w walce z ikonoklazmem bywa czczona jako święta na Wschodzie i Zachodzie chrześcijaństwa, choć nie doszło nigdy do jej oficjalnej kanonizacji.
W latach 797–802 sprawowała samodzielnie rządy jako pierwsza kobieta w historii Bizancjum.

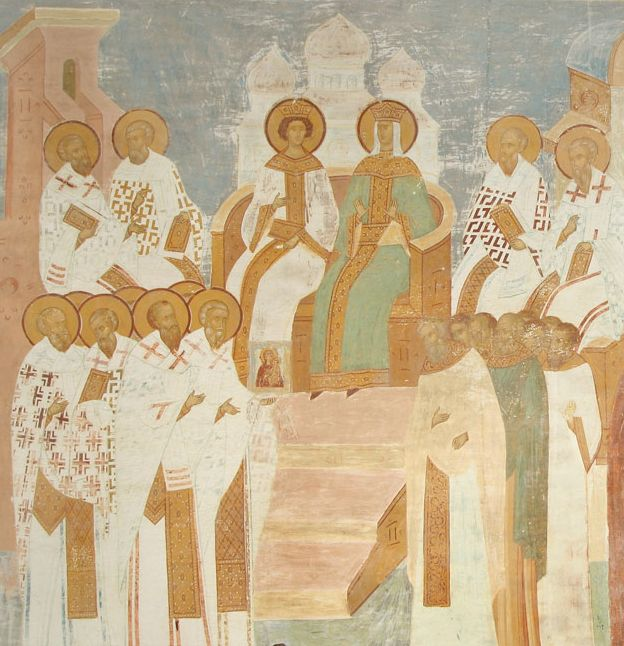
XV w. fresk przedstawiający cesarzową Irenę i jej syna Konstantyna VI w trakcie obrad soboru nicejskiego II

## Ślub z następcą tronu
Została zaproszona do Konstantynopola przez cesarza Konstantyna V 1 listopada 769, trzy tygodnie później, 17 grudnia poślubiła jego syna Leona IV. Chociaż wydaje się, że pochodziła ze szlacheckiej rodziny nie ma jasnego powodu, dla którego została wybrana na żonę następcy tronu Leona. Niektórzy uczeni proponują tezę, że została wybrana w wyniku „pokazu dziewic” – kilka kandydatek na żonę zostało przedstawionych Leonowi, z których wybrał jedną. Tak też w IX wieku wybrał sobie za żonę Teodorę, która została uznana za świętą, cesarz Teofil. Z tego sposobu skorzystał także car rosyjski Iwan Groźny (1530–1584) oraz ojciec cara Piotra Wielkiego, poślubiając Natalię Kiryłłównę Naryszkinę.

## Rządy
Regencję w imieniu syna miała sprawować do czasu jego pełnoletniości. Początki jej regencji były trudne. Brat zmarłego cesarza uknuł spisek, lecz Irena go stłumiła. Rozkazała pięciu braciom męża przyjęcie święceń kapłańskich. Na Sycylii tutejszy gubernator Elpidios wzniecił powstanie w Syrakuzach. Oddziały z Peloponezu wierne Irenie, stłumiły tę rebelię. Z kolei nieobecność tych oddziałów w Grecji spowodowała groźny najazd Słowian w roku 782. W tym samym czasie Arabowie wdarli się do Azji Mniejszej. Irena odsunęła ich niebezpieczeństwo, płacąc wysoki haracz kalifowi Al-Mahdiemu. W końcu grudnia roku 784 zaczęła przygotowania do soboru powszechnego, który miał przywrócić kult obrazów i potępić ikonoklazm. Nowy patriarcha konstantynopolitański oraz papież i patriarchowie Wschodu przyjęli to przychylnie.
Sobór zebrał się 31 lipca 786 roku w Konstantynopolu. Do obradujących w kościele św. Apostołów wdarli się żołnierze z gwardii stacjonującej w stolicy. Rozpędzili zebranych, powołując się na dekret Konstantyna V. Irena postanowiła wezwać z Tracji korpus składający się z ikonodulów, a oddziały ikonoklastyczne wysłać na granicę wschodnią. Następny sobór został zwołany do Nicei na rok 787. Przybyli tam legaci papiescy i przedstawiciele patriarchów Aleksandrii, Antiochii i Jerozolimy. Obrady trwały krótko od 24 września do 13 października. Cesarz Konstantyn i Irena złożyli ostatniego dnia swoje podpisy na dokumencie uchwał soboru. Zniesiony został ikonoklazm i przywrócono możność czczenia świętych obrazów. Był to wielki sukces Ireny, lecz opozycja ikonoklastyczna nie dała za wygraną.
Na jej czele stanął generał ikonoklasta z czasów Konstantyna V, Michał Lachanodrakon. Konstantyn VI już osiągnął pełnoletniość, ale Irena nie dopuszczała go do władzy. Wykorzystali to ikonoklaści, popierając młodego cesarza. W 790 roku zawiązano spisek przeciw Irenie, lecz ta go stłumiła. Wydawało się, że sprawa tronu Konstantyna jest stracona. Jego stosunki z matką wisiały na włosku. W październiku 790 roku cała armia Azji Mniejszej, wszystkie temy okrzyknęły Konstantyna cesarzem - jedynym i prawowitym. Na czele tego buntu stał Michał Lachanodrakon. Irena musiała ustąpić. Dopiero po ponad roku została przywrócona do łask. Stronnicy Ireny wybłagali Konstantyna, aby pogodził się z matką. W styczniu 792 roku została współcesarzową, miała sprawować władzę wraz z synem. Latem roku 792 Konstantyn wyruszył na wyprawę przeciw Bułgarom, z którymi toczono od 789 roku wojnę. Armia dowodzona przez niego została kompletnie rozbita pod Markellai. Michał Lachanodrokon zginął wraz z całym kwiatem dowódców na polu bitwy. Konstantyn uciekł z pola bitwy, co bardzo zachwiało jego pozycję. Wykorzystał to znowu cezar Nicefor i pozostali czterej wujowie cesarza. Konstantyn, gdy wykrył ich spisek kazał oślepić Nicefora, a pozostałym czterem stryjom wyrwać język. Jednocześnie cesarstwo musiało płacić Bułgarii wysoką daninę.
Wiosną 793 roku oddziały z temu Anatolikon wznieciły powstanie przeciwko cesarzowi. Było ono spowodowane oślepieniem strategosa tego temu Aleksego. Został on okaleczony za sprzyjanie Niceforowi. Konstantyn nie był już popularny. W styczniu zerwał kontakty z Marią z Paflagonii, z którą małżeństwo w 788 roku narzuciła mu matka. Konstantyn kochał się jednak w Teodote, damie dworu matki. Ożenił się z nią. Był to cios dla Ireny, a tym samym cesarz poróżnił się ze sprzyjającym mu duchowieństwem, wywołując tzw. schizmę moechiańską. Irena przygotowywała bunt w Bitynii, ale tutejsze oddziały jej nie poparły, ale uszło jej to bezkarnie. Postanowiła oślepić syna, do czego zdołała pozyskać gwardię pałacową. Konstantyn uprzedzony wcześniej wymknął się ze stolicy i prosił o wsparcie oddziały z Anatolii, lecz tam został aresztowany. 15 sierpnia 797 roku został okrutnie oślepiony z rozkazu matki. Odbyło się to w tej samej komnacie w której się urodził. Oślepiony Konstantyn żył jeszcze długo w więzieniu, zmarł przed 805 rokiem.
Część elit zachodnich skupionych wokół papieża Leona III uznała w tej sytuacji tron cesarski za faktycznie opróżniony i w 800 roku ofiarowała godność cesarską Karolowi Wielkiemu. W celu zjednoczenia prowincji zachodnich i wschodnich Karol Wielki planował małżeństwo z Ireną, do którego jednak nie doszło. Bunt ministrów i dworzan obalił 31 października 802 roku Irenę. Została wygnana na Wyspy Książęce, a potem na Lesbos. Tam, jak głosi legenda, pokutowała za swoją dawną gwałtowność. Zmarła w październiku 803 roku.

## Irena jako święta
Jej gorliwość o kult ikon, walka z ikonoklazmem oraz fundacje monasterów sprawiły, że Teodor Studyta wysławiał ją jako świętą Cerkwi prawosławnej, nie została jednak nigdy kanonizowana. Głosy o jej przypuszczalnej kanonizacji pochodzą głównie z zachodnich źródeł Te przypuszczenia nie mają potwierdzenia w ani w mineji, oficjalnej księdze liturgicznej ze wspomnieniami świętych Prawosławia, ani w  "Żywotach Świętych" Nikodema Hagioryty, ani w jakiejkolwiek podobnej księdze.
Według kalendarza internetowego Moskiewskiego patriarchatu prawosławnego, jej dzień wspomnienia przypada 9 sierpnia.